# Yamanashi

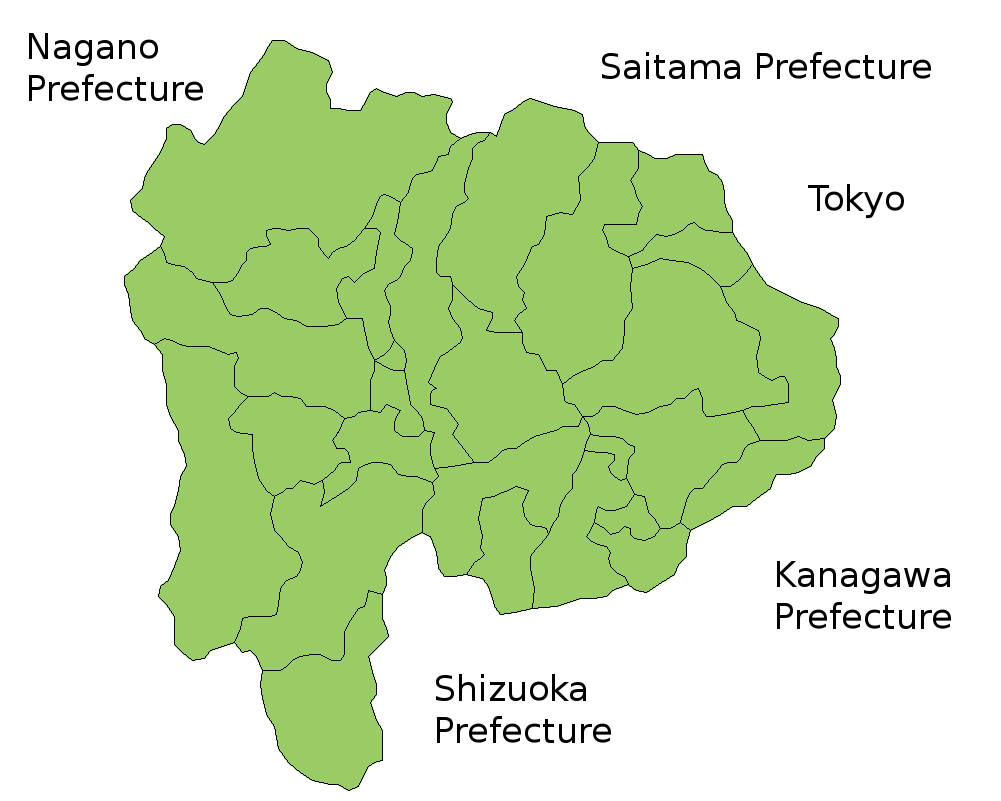
Mapa de Yamanashi.

Yamanashi (山梨県, Yamanashi-ken) é uma prefeitura do Japão localizada região na Chūbu na principal ilha de Honshu. A sua capital é Kōfu.

## Geografia
A prefeitura de Yamanashi localiza-se próximo ao centro da ilha de Honshu, a principal do Japão, e faz divisa com Tóquio, Kanagawa, Saitama, Shizuoka e Nagano e tem uma extensão territorial de 4.463 km².
Sua capital Kōfu localiza-se a cerca de 1h30 de Tóquio, utilizando a linha Chuo da JR (Japan Railway Company), partindo da Estação de “Kōfu“ até à Estação de “Shinjuku“ em Tóquio. De carro, a viagem demora cerca de 2 horas pela Chuo Expressway. De ônibus, 2 horas e 10 minutos, utilizando a Chuo Highway Bus (partindo da saída oeste da Estação de Shinjuku).
É cercada por montanhas que medem de 2000 a 3000 metros de altitude. 
Aproximadamente 78% do seu território é coberto por florestas e áreas verdes, incluindo quatro parques nacionais, dentre eles, o Parque Nacional de Fuji Hakone Izu.

### Cidades
Em negrito, a capital da prefeitura.
- Chuo
- Fuefuki
- Fujiyoshida
- Hokuto
- Kai
- Kofu
- Koshu
- Minami-Alps
- Nirasaki
- Otsuki
- Tsuru
- Yamanashi (cidade)
- Showa

### Distritos
- Distrito de Higashiyatsushiro
- Distrito de Kitatsuru
- Distrito de Minamikoma
- Distrito de Minamitsuru
- Distrito de Nakakoma
- Distrito de Nishiyatsushiro

## Economia
Yamanashi tem uma base industrial sustentada em torno da cidade de Kōfu, a região tem muitas fazendas, caracterizando-se como uma prefeituracia rural.
Yamanashi tem uma razoável quantidade de indústrias nos arredores da cidade de Kōfu, destacando-se o manuseio de jóias e a indústria robótica. Nas áreas vizinhas há várias propriedades rurais, destacando-se as plantações de uva. É um dos maiores produtores de frutas do país, sendo o principal produtor interno de uvas, cerejas, pêssegos, ameixas e vinho.
É responsável também por cerca de 40% da produção nacional de água mineral engarrafada, sendo a maior parte proveniente das regiões próximas dos Alpes do Sul, Monte Fuji e Mitsutōge.

## Produtos

### •Vinho
Os vinhos de Koshu (Koshu wine) - são reconhecidos no mercado internacional.
Em 1877, Masanari Takano e Tatsunori Tsuchiya que aprenderam o ofício e a arte da vinicultura na França, deram início à produção de vinhos na região de Katsunuma na cidade de Koshu. 
Hoje, Katsunuma, acomoda aproximadamente 80 vinícolas cuja produção corresponde a cerca de 30% da produção nacional. No Centro "Budo no oka", em Katsunuma, há uma exposição permanente da história e documentos que registram a história da produção de vinhos na Prefeitura de Yamanashi.
Os vinhos produzidos no Japão tem um sabor peculiar, que os diferencia de outros tipos de vinho. Estes vinhos combinam com pratos japoneses , o que não acontece com a maioria dos vinhos de outros países.

### • Jóias
Em 1834,  um sacerdote xintoísta aprendeu as técnicas de fabricação de bolas de cristais em Kyoto, e trouxe a Yamanashi.
Hoje, Kofu, a capital de Yamanashi, é reconhecida internacionalmente por suas técnicas de lapidação e polimento de pedras preciosas, assim como a manufatura de joias. 
Os artefatos produzidos com pedras semi-preciosas e preciosas como cristais, ágata, jade, opala, dentre outros estão sendo amplamente exportados. O Museu de Pedras Preciosas (Houseki Hakubutsukan) que se localiza próximo a Estação JR de Kofu, é o orgulho da cidade.

### • Inden
São artefatos feito em couro de veado, estampados com laca (resina de sumagre) que são produzidos exclusivamente em Yamanashi.  
No início da Era Edo, muitos acessórios  feitos em couro eram importados da Índia. No final da Era Edo, porta-níqueis e porta-cigarros já eram produzidos com a técnica  "inden". Atualmente bolsas, carteiras, porta cartão-de-visitas são produzidos em Yamanashi de maneira tradicional, utilizando as técnicas centenárias tanto na produção como na laqueação dos produtos.

## Universidades
- Universidade de Tsuru
- Universidade de Yamanashi
- Universidade Yamanashi Gakuin
- Universidade Prefeitural de Yamanashi

## Turismo
Pontos Turísticos:
- Monte Fuji – O Fuji-san ou 富士山 (3776m) é circundado por cinco lagos (Sai-ko, Shoji-ko, Yamanaka-ko, Motosu-ko e Kawaguchi-ko), sendo o Kawaguchi-ko o mais famoso pela imagem invertida do Fuji-san nas suas águas.
- Monte Yatsugatake – Ficam ao norte da prefeitura sendo uma cadeia de oito montanhas.
- Vale do Shosenkyo – Cenário espetacular de formações rochosas cortado pelo Rio Ara.

## Cidades e Estados Irmãos
A prefeitura de Yamanashi foi a pioneira no Japão a estabelecer o primeiro tratado do gênero de estados-irmãos com o estado de Iowa, nos Estados Unidos, em 1960.
Posteriormente, foram firmados acordos bilaterais com o estado de Minas Gerais no Brasil; a província de Sichuan na República Popular da China; Chung Cheong Buk-do na Coreia do Sul e Saône-et-Loire na França].

### •Iowa,Estados Unidos(desde 1960)
Acordo estabelecido no dia 14 de março de 1960.
Em 1959, um forte tufão assolou a prefeitura de Yamanashi, no Japão, e o estado de Iowa, nos Estados Unidos. Em um ato de solidariedade, o estado de Iowa enviou porcos e grãos de milho. Este gesto foi o fator principal que levou ao tratado de irmandade .

### •Minas Gerais,Brasil(desde 1973)
Acordo estabelecido no dia 25 de julho de 1973.
Yamanashi tem a excelência na lapidação e produção de jóias ao passo que Minas Gerais possui a matéria-prima, razão impulsionadora para o estabelecimento do acordo.
O estado de Minas Gerais, pela sua posição geográfica - oposta ao Japão - é também o núcleo central para as atividades de intercâmbio internacional na América do Sul e Central.

### •  Província deSichuan,China(desde 1985)
Acordo estabelecido no dia 18 de junho de 1985.
Sichuan está localizada na bacia da região central do território chinês.
Outrora quando ainda considerada "País de Shoku", a província era conhecida pela figura de dois militares lendários da era dos Três Reis (220-280), Liu Bei e Zhuge Liang. Hoje, Sichuan se assemelha a Yamanashi tanto na arte como em sua história, destacando-se pelo seu bordado e a confeção de produtos manufaturados utilizando a arte da laqueação.

### •Chungcheongbuk-do,Coréia do Sul(desde 1992)
Acordo estabelecido no dia 27 de março de 1992.
Com uma paisagem similar a de Yamanashi, a província de Chung Cheong Buk-Do também é rodeada por cordilheiras, Sobaek e Charyeong, e é descrita como uma "brisa refrescante e uma lua clara".

### •Saône-et-Loire,França(desde 2000)
Acordo estabelecido no dia 7 de abril de 2000.
O acordo com Saône-et-Loire foi estabelecido como base para as atividades de intercâmbio com a Europa.
Situado ao sul da famosa região vinícola francesa, Borgonha, a tranquilidade dos rios Saône e Loire delineando as colinas da região completam a paisagem bucólica.